# 王凤雨
王凤雨（1966年12月—），安徽明光人，教育部长江学者特聘教授，天津大学教授。

## 生平
1987年本科毕业于安徽师范大学数学系，同年考取北京师范大学研究生，于1993年获博士学位并留校任教，师从严士健教授和陈木法院士。曾任北京师范大学数学科学学院副院长兼数学与数学教育研究所所长。曾先后在英国华威大学、德国比勒费尔德大学、英国威尔士数学与计算科学研究所访问研究。2016年加盟天津大学，任数学学院教授。

## 学术贡献
主要从事概率统计研究。主持国家杰出青年基金项目、国家自然科学重点项目等项目多项，发表学术论文250余篇，出版专著3部。所建立的新型哈纳克不等式受到广泛的引用，在文献中被称为王氏（Wang’s）哈纳克不等式。

## 社会兼职
中国数学会理事，《Science China Mathematics》、《Frontiers of Mathematics in China》、《Journal of Theoretical Probability》、《Conmmunications on Pure and Applied Analysis》等期刊编委。

## 奖励与荣誉
- 1995年，获中国数学会“钟家庆数学奖”[3]
- 1998年，获教育部科技进步一等奖（第二完成人）
- 1999年，获教育部首届“高校青年教师奖”[4]
- 1999年，获北京市五四青年奖章
- 1999年，获国家自然科学三等奖（第二完成人）
- 2002年，获霍英东教育基金会青年教师奖（研究类）一等奖
- 2004年，入选首批新世纪百千万人才工程国家级人选
- 2005年，获北京市先进工作者
- 2009年，获教育部自然科学一等奖（独立）[5]